# Anomalophylla ganhaiziensis
Anomalophylla ganhaiziensis är en skalbaggsart som beskrevs av Ahrens 2005. Anomalophylla ganhaiziensis ingår i släktet Anomalophylla och familjen Melolonthidae. Inga underarter finns listade i Catalogue of Life.